# Hisato Sato
Hisato Satō (佐藤寿人), född 12 mars 1982 i Kasukabe, Saitama i Japan, är en japansk fotbollsspelare som för närvarande spelar för Sanfrecce Hiroshima i J. League. Han spelar även för det japanska landslaget men har ännu inte deltagit i några större mästerskap.
Hisato har en tvillingbror Yuto som också är fotbollsproffs och som spelar för Kyoto Sanga.